# Gépébus Oréos 4X
L’Oréos 4X est un midibus (intermédiaire entre minibus et autobus) électrique de 47 places dont 25 assises, appartenant à la gamme Gépébus, du constructeur PVI. Servant à la desserte de lignes urbaines de transport en commun ou encore à un usage privé de navettes (ex. navette aéroportuaire), l'Oréos 4X est parmi les premiers modèles d'autobus entièrement électrique produits en France.
Ce type de véhicule propre, d'une génération plus efficace énergétiquement que les anciens modèles participe ainsi à réduire l’impact environnemental de la question des transports dans les agglomérations.

## Caractéristiques techniques
- Vitesse maximale : plus de 70 km/h
- Autonomie : 120 km pour une charge complète
- Taux de récupération d’énergie au freinage ou pendant les décélérations : environ 20 %

L’Oréos 4X utilise des batteries Lithium-ion pouvant être rechargées sans l’utilisation d’équipement particulier (chargeur), celui-ci étant intégré à l’appareil.

## Aménagement
L'Oréos 4X peut transporter 47 voyageurs maximum dont 25 assis.

Le bus est également équipé d'un système d'accès pour les personnes à mobilité réduite.

## Exploitation
La ville de Coulommiers (Seine-et-Marne) par l'intermédiaire de son exploitant Transdev' a fait l'acquisition d'Oréos 4X, à l'heure actuelle toujours en service. Les stations de ski de l'Alpe d'Huez et de Font Romeu ont pour leur part mis en service un exemplaire chacun en février 2013,. À Paris, ces véhicules vont équiper le Montmartrobus — renommé ligne 40 en 2019 — à partir de fin-octobre 2015.